# Бодлив бандикут
Бодливият бандикут (Echymipera kalubu) е вид бозайник от семейство Бандикути (Peramelidae).

## Разпространение и местообитание
Разпространен е в Индонезия и Папуа Нова Гвинея.